# Danh sách cầu thủ tham dự giải vô địch bóng đá U-16 châu Âu 1997
Dưới đây là danh sách các đội hình tham gia Giải vô địch bóng đá U-16 châu Âu 1997 ở Đức.

## Bảng A

### Đức
| Số | VT | Cầu thủ            | Ngày sinh (tuổi)            | Trận | Bàn | Câu lạc bộ           |
| -- | -- | ------------------ | --------------------------- | ---- | --- | -------------------- |
|    | TM | Stefan Kliche      | 23 tháng 9, 1980 (16 tuổi)  |      |     | Hamburger SV         |
|    | TM | Roman Weidenfeller | 6 tháng 8, 1980 (16 tuổi)   |      |     | 1. FC Kaiserslautern |
|    | HV | Simon Knipper      | 17 tháng 4, 1981 (16 tuổi)  |      |     | Werder Bremen        |
|    | HV | Thorben Marx       | 1 tháng 6, 1981 (15 tuổi)   |      |     | Hertha Zehlendorf    |
|    | HV | Benjamin Schöckel  | 16 tháng 8, 1980 (16 tuổi)  |      |     | Bayern Munich        |
|    | HV | Matthias Straub    | 24 tháng 11, 1980 (16 tuổi) |      |     | VfB Stuttgart        |
|    | HV | Michael Zepek      | 19 tháng 1, 1981 (16 tuổi)  |      |     | Karlsruher SC        |
|    | TV | Sebastian Backer   | 5 tháng 9, 1980 (16 tuổi)   |      |     | Bayern Munich        |
|    | TV | Francis Bugri      | 23 tháng 5, 1981 (15 tuổi)  |      |     | Borussia Dortmund    |
|    | TV | Marco Christ       | 6 tháng 11, 1980 (16 tuổi)  |      |     | 1. FC Nürnberg       |
|    | TV | Simon Cziommer     | 6 tháng 11, 1980 (16 tuổi)  |      |     | FC Twente            |
|    | TV | Clemens Fritz      | 7 tháng 12, 1980 (16 tuổi)  |      |     | Rot Weiss Erfurt     |
|    | TV | Markus Schinner    | 20 tháng 1, 1981 (16 tuổi)  |      |     | Hannover 96          |
|    | TĐ | Silvio Adzic       | 23 tháng 9, 1980 (16 tuổi)  |      |     | 1. FC Kaiserslautern |
|    | TĐ | Benjamin Auer      | 11 tháng 1, 1981 (16 tuổi)  |      |     | 1. FC Kaiserslautern |
|    | TĐ | Florian Wurster    | 20 tháng 8, 1980 (16 tuổi)  |      |     | VfB Stuttgart        |

## Bảng B

### Ba Lan
| Số | VT | Cầu thủ             | Ngày sinh (tuổi)            | Trận | Bàn | Câu lạc bộ                  |
| -- | -- | ------------------- | --------------------------- | ---- | --- | --------------------------- |
|    | TM | Paweł Pazdan        | 5 tháng 12, 1980 (16 tuổi)  |      |     | Agrykola Warszawa           |
|    | TM | Mateusz Sławik      | 3 tháng 11, 1980 (16 tuổi)  |      |     | GKS Katowice                |
|    | TM | Paweł Śmigasiewicz  | 10 tháng 11, 1980 (16 tuổi) |      |     | Podlasie Biała Podlaska     |
|    | HV | Mateusz Kędzior     | 13 tháng 8, 1980 (16 tuổi)  |      |     | MKS Dębica                  |
|    | HV | Piotr Kolasiński    | 19 tháng 8, 1980 (16 tuổi)  |      |     | Olimpia Poznań              |
|    | HV | Krzysztof Kotlarski | 21 tháng 10, 1980 (16 tuổi) |      |     | Zagłębie Lubin              |
|    | HV | Marcin Majchrzak    | 11 tháng 8, 1980 (16 tuổi)  |      |     | Śląsk Wrocław               |
|    | HV | Michał Stasiak      | 12 tháng 3, 1981 (16 tuổi)  |      |     | MKS Zduńska Wola            |
|    | HV | Łukasz Tupalski     | 4 tháng 9, 1980 (16 tuổi)   |      |     | Jagiellonia Białystok       |
|    | TV | Artur Błażejewski   | 1 tháng 1, 1981 (16 tuổi)   |      |     | MSP Szamotuły               |
|    | TV | Marcin Bryła        | 15 tháng 9, 1980 (16 tuổi)  |      |     | GKS Katowice                |
|    | TV | Andriusz Mozoluk    | 16 tháng 9, 1980 (16 tuổi)  |      |     | Olimpia Poznań              |
|    | TV | Tomasz Radziwon     | 29 tháng 8, 1980 (16 tuổi)  |      |     | Stomil Olsztyn              |
|    | TV | Tomasz Stankiewicz  | 8 tháng 8, 1980 (16 tuổi)   |      |     | MSP Szamotuły               |
|    | TĐ | Rafał Jankowski     | 12 tháng 8, 1980 (16 tuổi)  |      |     | MSP Szamotuły               |
|    | TĐ | Piotr Karwan        | 20 tháng 8, 1980 (16 tuổi)  |      |     | Tomasovia Tomaszów Lubelski |
|    | TĐ | Robert Kolendowicz  | 26 tháng 9, 1980 (16 tuổi)  |      |     | MSP Szamotuły               |
|    | TĐ | Patryk Rachwał      | 27 tháng 1, 1981 (16 tuổi)  |      |     | Górnik Zabrze               |

### Tây Ban Nha
| Số | VT | Cầu thủ            | Ngày sinh (tuổi)            | Trận | Bàn | Câu lạc bộ      |
| -- | -- | ------------------ | --------------------------- | ---- | --- | --------------- |
|    | TM | Iker Casillas      | 20 tháng 5, 1981 (15 tuổi)  |      |     | Real Madrid     |
|    | TM | Antonio Moya       |                             |      |     | Atlético Madrid |
|    | HV | Javier Baraja      | 24 tháng 8, 1980 (16 tuổi)  |      |     | Real Valladolid |
|    | HV | Zuhaitz Gurrutxaga | 23 tháng 11, 1980 (16 tuổi) |      |     | CD Elgoibar     |
|    | HV | Ander Aranceta     | 27 tháng 8, 1980 (16 tuổi)  |      |     | Real Sociedad   |
|    | HV | Iván Sánchez       | 7 tháng 8, 1980 (16 tuổi)   |      |     | Real Zaragoza   |
|    | HV | Juan Blas          | 10 tháng 9, 1980 (16 tuổi)  |      |     | UE Lleida       |
|    | TV | Corona             | 12 tháng 2, 1981 (16 tuổi)  |      |     | Real Madrid     |
|    | TV | Nelo               | 20 tháng 2, 1981 (16 tuổi)  |      |     | Valencia CF     |
|    | TV | Juanjo Camacho     | 2 tháng 8, 1980 (16 tuổi)   |      |     | Real Zaragoza   |
|    | TV | Antonio Cuartero   | 17 tháng 11, 1980 (16 tuổi) |      |     | Real Madrid     |
|    | TV | Miguel Mateos      | 17 tháng 10, 1980 (16 tuổi) |      |     | Real Madrid     |
|    | TV | Nacho Garro        | 21 tháng 4, 1981 (16 tuổi)  |      |     | Athletic Bilbao |
|    | TĐ | David Rodríguez    | 24 tháng 10, 1980 (16 tuổi) |      |     | Real Madrid     |
|    | TĐ | Iván López         | 3 tháng 12, 1980 (16 tuổi)  |      |     | Valencia CF     |
|    | TĐ | Gorka Sánchez      | 2 tháng 5, 1981 (15 tuổi)   |      |     | Athletic Bilbao |

## Bảng C

### Ý
| Số | VT | Cầu thủ             | Ngày sinh (tuổi)           | Trận | Bàn | Câu lạc bộ     |
| -- | -- | ------------------- | -------------------------- | ---- | --- | -------------- |
|    | TM | Andrea Astolfi      |                            |      |     | Cesena         |
|    | TM | Valerio Visconti    |                            |      |     | Napoli         |
|    | HV | Agatino Chiavaro    |                            |      |     | Acireale       |
|    | HV | Andrea Ghidini      |                            |      |     | Parma          |
|    | HV | Simone Mazzei       |                            |      |     | Lazio          |
|    | HV | Olindo Modenese     |                            |      |     | Torino         |
|    | TV | Jerry Basso         |                            |      |     | Venezia        |
|    | TV | Manuele Blasi       |                            |      |     | Roma           |
|    | TV | Simone Bonomi       |                            |      |     | Milan          |
|    | TV | Giuseppe Colucci    |                            |      |     | Foggia         |
|    | TV | Samuele Dalla Bona  |                            |      |     | Atalanta       |
|    | TV | Simone Pelanti      |                            |      |     | Fiorentina     |
|    | TĐ | Gabriele Capuano    |                            |      |     | Lucchese       |
|    | TĐ | Alessandro Cesca    |                            |      |     | Milan          |
|    | TĐ | Gianluca De Angelis | 23 tháng 5, 1981 (15 tuổi) | 7    | 4   | Parma          |
|    | TĐ | Davide Sinigaglia   |                            |      |     | Internazionale |

## Bảng D

### Thổ Nhĩ Kỳ
http://www.tff.org/Default.aspx?pageID=528&macID=4018